# Grigore Turda
Grigore Ioan Turda (Sighetu Marmației, 30 luglio 1997) è un calciatore rumeno, difensore del Gloria Buzău.

## Carriera
Inizia a giocare nella squadra della sua città natale, il Sighetu Marmației. Nel luglio 2016, si trasferisce al Foresta Suceava, dove non trova spazio, giocando a malapena una partita in campionato. Ad agosto, viene svincolato dai gialloverdi. Nel gennaio 2017, si trasferisce da svincolato allo Zalău. Nell'agosto successivo, si accasa al Pandurii. Il 1º luglio 2018, firma un contratto con l'Argeș Pitești.

## Statistiche

### Presenze e reti nei club
Statistiche aggiornate al 18 maggio 2021.
| Stagione             | Squadra              | Campionato           | Campionato | Campionato | Coppe nazionali | Coppe nazionali | Coppe nazionali | Coppe continentali | Coppe continentali | Coppe continentali | Altre coppe | Altre coppe | Altre coppe | Totale | Totale |
| Stagione             | Squadra              | Comp                 | Pres       | Reti       | Comp            | Pres            | Reti            | Comp               | Pres               | Reti               | Comp        | Pres        | Reti        | Pres   | Reti   |
| -------------------- | -------------------- | -------------------- | ---------- | ---------- | --------------- | --------------- | --------------- | ------------------ | ------------------ | ------------------ | ----------- | ----------- | ----------- | ------ | ------ |
| lug.-ago. 2016       | Foresta Suceava      | L2                   | 1          | 0          | CR              | 0               | 0               |                    | -                  | -                  |             | -           | -           | 1      | 0      |
| 2017-2018            | Pandurii             | L2                   | 22         | 0          | CR              | 0               | 0               |                    | -                  | -                  |             | -           | -           | 22     | 0      |
| 2018-2019            | Argeș Pitești        | L2                   | 32         | 0          | CR              | 0               | 0               |                    | -                  | -                  |             | -           | -           | 32     | 0      |
| 2019-2020            | Argeș Pitești        | L2                   | 18         | 1          | CR              | 0               | 0               |                    | -                  | -                  |             | -           | -           | 18     | 1      |
| 2020-2021            | Argeș Pitești        | L1                   | 26         | 1          | CR              | 0               | 0               |                    | -                  | -                  |             | -           | -           | 26     | 1      |
| Totale Argeș Pitești | Totale Argeș Pitești | Totale Argeș Pitești | 76         | 2          |                 | 0               | 0               |                    | -                  | -                  |             | -           | -           | 76     | 2      |
| Totale carriera      | Totale carriera      | Totale carriera      | 99         | 2          |                 | 0               | 0               |                    | -                  | -                  |             | -           | -           | 99     | 2      |